# Дворце (Словенія)
Дворце (словен. Dvorce) — поселення в общині Брежиці, Споднєпосавський регіон, Словенія. Висота над рівнем моря: 147,4 м.